# Culex siphanulatus
Culex siphanulatus är en tvåvingeart som beskrevs av Lourenco-de-oliveira och Silva 1987. Culex siphanulatus ingår i släktet Culex och familjen stickmyggor. Inga underarter finns listade i Catalogue of Life.